# Czunskij
Czunskij (ros. Чунский) – osiedle typu miejskiego w Rosji, w obwodzie irkuckim, ośrodek administracyjny rejonu czuńskiego. W 2010 liczyło 14 996 mieszkańców.